# Heli Jukkola
Heli Jukkola (née le 26 novembre 1979 à Noormarkku) est une orienteuse finlandaise.

## Biographie
Jukkola participe depuis 2003 aux championnats du monde ; elle obtient sa première médaille d’or lors du relais en 2006, avec Minna Kauppi et Paula Haapakoski. Avec la même équipe, elle s'impose aux championnats d’Europe la même année, et de nouveau aux championnats du monde l’année suivante. Individuellement, elle remporte par la suite sur l’épreuve longue distance des championnats du monde en 2007, et celle de moyenne distance des Championnats d’Europe en 2008.

## Palmarès[3]

### Championnats du monde
- 2003 : 3e de l’épreuve moyenne distance

- 2004 : 
  - 3e de l’épreuve moyenne distance
  - 2e du relais avec Minna Kauppi et Marika Mikkola
- 2005 : 2e de l’épreuve longue distance
- 2006 : 1re du relais avec Minna Kauppi et Paula Haapakoski
- 2007 : 
  - 1re de l’épreuve longue distance
  - 2e de l’épreuve moyenne distance
  - 1re du relais avec Minna Kauppi et Paula Haapakoski

### Championnats d’Europe
- 2006 : 
  - 2e de l’épreuve longue distance
  - 3e de l’épreuve moyenne distance
  - 1re du relais avec Minna Kauppi et Paula Haapakoski
- 2008 : 
  - 1re de l’épreuve moyenne distance
  - 2e du sprint